# Nebelbild
Nebelbilder, auch Dissolving Views, oder Dissolving Pictures genannt, waren projizierte Bilder, die allmählich ineinander übergingen.
Sie waren im 19. Jahrhundert meist gemalt, später handelte es sich um Fotografien, die koloriert wurden. Das Trägermedium war Glas. Um ein Nebelbild zu erhalten, wurden zwei Nebelbildapparate, zum Beispiel zwei Laterna Magica, vor einer Projizierfläche nebeneinandergestellt. Das Linsenrohr eines dieser Apparate wurde geschlossen, so dass nur das Bild des anderen Apparates auf die Leinwand projiziert wurde. Mithilfe eines einfachen Mechanismus deckte man die Linse des momentan noch geschlossenen Apparates auf, während die Linse des zweiten Apparates sich allmählich schloss. Das an die Wand projizierte Bild verschwand langsam, und ebenso schleppend trat das neue Bild hervor. Dadurch entstand die Erscheinung, dass das eine Bild sich in das andere verwandelte.
So konnte man zum Beispiel den fließenden Übergang von Jahreszeiten wie in einem Film veranschaulichen. Das Gleiche konnte auch mit Schrift gemacht werden, mit Farbenspielen und Ornamenten. Zur Beleuchtung wurde oftmals Kalklicht verwendet, später benutzte man eher elektrisches Licht. Die Nebelbilder waren Vorläufer der ersten Kinoprogramme, da erstmals Bewegung ins Bild kam.